# Кулаков, Михаил Михайлович
Михаил Михайлович Кулаков (1922, Черкасский район — 21 октября 2003, Евпатория, АР Крым) - советский партийный и государственный деятель. Второй секретарь Евпаторийского горкома партии. Редактор евпаторийской газеты "Красное Знамя". Председатель исполкома Евпаторийского горсовета (1973-1982). Почётный гражданин Евпатории (1995).

## Биография
Родился 9 марта 1922 года на станции Постышево Черкасской области, в рабочей семье. В 1937 году окончил 7 классов и поступил в школу ФЗО в Москве, после окончания которой работал слесарем на механическом заводе. Член ВЛКСМ с 1939 года. 
В 1941 году ушел добровольцем на фронт, был ранен, мобилизован из армии в 1942 году. В 1944 году по путевке ЦК ВЛКСМ направлен на работу в Крымскую область. Член КПСС с декабря 1944 года. С 1944 по 1949 год находился на руководящей комсомольской работе. С 1951 по 1954 годы - инструктор, заведующий сектором обкома КПУ, второй секретарь Евпаторийского горкома партии. С 1961 по 1963 год редактор евпаторийской газеты "Красное Знамя". С 1963 по 1970 год - председатель городского комитета народного контроля. С 1970 года первый заместитель, а с мая 1973 года - председатель исполкома Евпаторийского горсовета депутатов трудящихся. При его руководстве в  1973 году впервые за всю историю курорта Евпатория приняла миллион гостей. В 1977 году родился 100 тыс. житель города. Динамично развивалась курортная и социальная сфера. Строились и расширялись здравницы. Награжден орденом и медалями, член президиума горсовета ветеранов.
Умер 21 октября 2003 года в Евпатории.

## Награды
- Медаль За боевые заслуги (1947)[3],
- орден "Знак Почета",
- медали,
- Почетный гражданин Евпатории (3 апреля 1995) За особые заслуги в деле развития городского хозяйства, многолетнюю активную общественную деятельность на благо города [4]